# Sièges de Nagashima
Les sièges de Nagashima (長島一向一揆, Nagashima Ikkō-ikki), qui ont lieu en 1571, 1573 et 1574, font partie de la campagne d'Oda Nobunaga contre les Ikkō-ikki qui figuraient sans doute parmi ses plus grands ennemis. Nagashima, situé dans la province d'Owari le long de la côte Pacifique du Japon, est le lieu d'une chaîne de forteresses sur les îles de la rivière et d'ouvrages défensifs contrôlés par les Ikkō-ikki, qui entourent leur monastère de Ganshō-ji et qui incluent le château de Nagashima dont ils se sont emparés auparavant. Oda Nobunaga lance trois attaques en quatre ans avant de finalement détruire l'ensemble du complexe Nagashima. Ces sièges sont exécutés en même temps que les onze ans de siège de Nobunaga contre la forteresse principale des ikki, l'Ishiyama Hongan-ji.

## Premier siège de Nagashima (1571)
Les troupes d'Oda Nobunaga installent leur camp à Tsushima au nord-est de Nagashima le 16 mai 1571. Séparés des forteresses des ikki par une rivière peu profonde mais large, les commandants d'Oda, Sakuma Nobumori et Shibata Katsuie, planifient leur attaque sur les proches wajū, petites communautés insulaires à partir desquelles peuvent être lancées des attaques sur le Ganshō-ji. Ces îles sont protégées des inondations par une série complexe de digues.
Les forces de Nobunaga attaquent en traversant la rivière mais leurs chevaux s'enlisent dans la boue molle au fond de l'eau. Les samouraïs qui parviennent à se traîner sur la terre ferme tout en étant la cible de tirs sont en outre ralentis par des cordes tendues entre des pieux qui font de plus trébucher leurs chevaux. Beaucoup sont ensuite noyés lorsque les défenseurs ouvrent une digue et inondent la zone. Katsuie est blessé et de nombreux samouraïs perdus. Cette première tentative est un échec certain pour Nobunaga. Ses hommes réussissent cependant à mettre quelques villages en feu tandis qu'ils se retirent.

## Deuxième siège Nagashima (1573)
Nobunaga se préoccupe de nouveau de Nagashima en juillet 1573 avec une force considérable, en grande partie recrutée dans la province d'Ise et comprenant un bon nombre d'arquebusiers. Son ardeur est renouvelée par une campagne victorieuse contre les moines guerriers du mont Hiei deux ans auparavant. Ses commandants, Sakuma Nobumori et Hashiba Hideyoshi (plus tard connu sous le nom Toyotomi Hideyoshi), conduisent une force de diversion attaquant de l'ouest, tandis que Nobunaga espère avec sa propre force charger l'arrière des canonniers.
Malheureusement pour lui, en dépit de la renommée qui plus tard lui échoira concernant son expertise des tactiques des combats aux armes à feu, la bataille va s'avérer l'un de ses plus célèbres échecs dans ce domaine. Un orage éclate au moment où il est sur le point d'ouvrir la bataille. La pluie rend 90 % des arquebuses inutiles et laisse ses hommes dans une position défensive terriblement faible. Les troupes Ikkō-ikki contre-attaquent immédiatement. Eux aussi sont maintenant connus pour leur savoir-faire avec des armes à feu, et leurs arquebuses sont couvertes et ainsi protégées lors de la tempête. Ils commencent à tirer dès que la pluie cesse et sont même tout près de tuer Nobunaga. Ce dernier recule en essayant de faire tirer une fois de plus ses propres artilleurs mais est forcé de battre en retraite.
La force de diversion, quant à elle, s'empare du château de Yata à la pointe sud du complexe Nagashima, mais elle aussi est contrainte de se retirer après une contre-attaque réussie des ikki.

## Troisième siège de Nagashima (1574)
En 1574, Oda Nobunaga réussit enfin à détruire Nagashima, une des principales forteresses des Ikkō-ikki, qui comptent parmi ses ennemis les plus acharnés.
Une flotte de navires dirigés par Kuki Yoshitaka bloque et bombarde la zone à l'aide de canons et de flèches enflammées contre les tours de guet en bois des ikki. Ce blocus et soutien naval permettent à Nobunaga de s'emparer des forts extérieurs de Nakae et Yanagashima, ce qui lui permet alors pour la première fois de contrôler l'accès à l'ouest du complexe.
Finalement, une attaque sur trois fronts repousse les défenseurs dans les monastères fortifiés de Ganshō-ji et Nagashima. Le nombre des Ikkō-ikki présents se monte à quelque 20 000 et ils sont maintenant complètement coupés des sources extérieures de nourriture, d'eau et autres approvisionnements. Comme leur situation empire en juillet et août 1574, leurs alliés voient également s'assombrir les perspectives de rompre le siège.
Les hommes d'Oda Nobunaga construisent un mur en bois d'un fort à l'autre, isolant ainsi complètement les Ikkō-ikki de l'extérieur. Une grande palissade en bois est construite et incendiée, entraînant la destruction complète de l'ensemble du complexe de la forteresse. Personne ne s'échappe ni ne survit,.

## Source de la traduction
- (en) Cet article est partiellement ou en totalité issu de l’article de Wikipédia en anglais intitulé « Sieges of Nagashima » (voir la liste des auteurs).